# Thonville
Thonville là một xã trong vùng Grand Est, thuộc tỉnh Moselle, quận Boulay-Moselle, tổng Faulquemont. Tọa độ địa lý của xã là 48° 59' vĩ độ bắc, 06° 33' kinh độ đông. Thonville có điểm thấp nhất là 240 mét và điểm cao nhất là 311 mét. Xã có diện tích 2,53 km², dân số vào thời điểm 1999 là 49 người; mật độ dân số là 19 người/km².

## Thông tin nhân khẩu
| 1962 | 1968 | 1975 | 1982 | 1990 | 1999 |
| ---- | ---- | ---- | ---- | ---- | ---- |
| 54   | 62   | 46   | 41   | 49   | 49   |